# Idionyx optata
Idionyx optata är en trollsländeart som först beskrevs av Selys 1878.  Idionyx optata ingår i släktet Idionyx och familjen skimmertrollsländor. IUCN kategoriserar arten globalt som nära hotad. Inga underarter finns listade i Catalogue of Life.